# Strongylura marina
Strongylura marina е вид лъчеперка от семейство Belonidae. Видът не е застрашен от изчезване.

## Разпространение
Разпространен е в Бразилия, Венецуела, Гвиана, Колумбия, Мексико, Никарагуа, Панама, САЩ (Алабама, Вирджиния, Делауеър, Джорджия, Западна Вирджиния, Кънектикът, Луизиана, Масачузетс, Мейн, Мисисипи, Ню Джърси, Ню Йорк, Ню Хампшър, Род Айлънд, Северна Каролина, Тексас, Флорида и Южна Каролина), Суринам, Френска Гвиана и Хондурас.